# Victor Serge
Victor Serge (franceză: [viktɔʁ sɛʁʒ]), născut Viktor Lvovici Kibalcici, (în rusă Ви́ктор Льво́вич Киба́льчич; n. 30 decembrie 1890, Brussel, Comunitatea Francofonă din Belgia⁠(d), Belgia – d. 17 noiembrie 1947, Ciudad de México, Mexic) a fost un scriitor și revoluționar rus. Inițial anarhist, s-a alăturat bolșevicilor la cinci luni după sosirea la Petrograd în ianuarie 1919, iar mai târziu a lucrat pentru Comintern ca jurnalist, editor și traducător. El a fost un critic al regimului stalinist și a rămas revoluționar marxist până la moartea sa. Este cunoscut mai ales pentru Memoriile unui revoluționar și pentru o serie de șapte romane ce prezintă viața revoluționarilor din prima jumătate a secolului al XX-lea.

## Lucrări disponibile în limba engleză

### Ficțiune
- The Long Dusk (1946) Translator: Ralph Manheim; New York : The Dial Press. Translation of Les dernier temps, Montreal 1946.
- The Case of Comrade Tulayev (1967) Translator: Willard R. Trask; New York : New York Review of Books Classics. Translation of L'Affaire Toulaev. Paris 1949.
- Birth of our Power (1967) Translator: Richard Greeman; New York : Doubleday. Translation of Naissance de notre force, Paris 1931.
- Men in Prison (1969) Translator: Richard Greeman; Garden City, NY: Doubleday. Translation of Les hommes dans le prison, Paris 1930.
- Conquered City (1975) Translator: Richard Greeman; Garden City, NY: Doubleday. Translation of: Ville conquise, Paris 1932.
- Midnight in the Century (1982) Translator: Richard Greeman; London : Readers and Writers. Translation of S'il est minuit dans le siècle, Paris 1939.
- Unforgiving Years (2008) Translator: Richard Greeman; New York : New York Review of Books Classics. Translation of Les Années sans pardon, Paris 1971.

### Poezii
- Resistance (1989) Translator: James Brooks; San Francisco: City Lights. Translation of Résistance, Paris 1938.

### Non-ficțiune: cărți
- From Lenin to Stalin (1937) Translator: Ralph Manheim; New York: Pioneer Publishers. Translation of De Lénine à Staline, Paris 1937.
- Russia Twenty Years After (1937) Translator: Max Shachtman; New York: Pioneer Publishers. Translation of Destin d'une révolution, Paris 1937. Also published as Destiny of a Revolution.
- Memoirs of a Revolutionary (2012) Translator: Peter Sedgwick with George Paizis; New York: New York Review of Books Classics. Translation of Mémoires d'un révolutionnaire, 1901–1941, Paris 1951.
- Year One of the Russian Revolution (1972) Translator: Peter Sedgwick; London: Allen Lane. Translation of L'An 1 de la révolution russe, Paris 1930.
- The Life and Death of Leon Trotsky (1973) (împreună cu Natalia Sedova Trotsky) Traducător: Arnold J. Pomerans; Garden City, NY: Doubleday. Traducere a cărții Vie et mort de Leon Trotsky, Paris, 1951.
- What Everyone Should Know About State Repression (1979) Translator: Judith White; London: New Park Publications. Translation of Les Coulisses d'une Sûreté générale. Ce que tout révolutionnaire devrait savoir sur la répression, Paris 1926.

### Non-ficțiune: colecții de eseuri și articole
- The Century of the Unexpected – Essays on Revolution and Counter-Revolution (1994) Editor: Al Richardson; special issue of Revolutionary History, Vol.5 No.3.
- The Serge-Trotsky Papers (1994) Editor: D.J. Cotterill; London: Pluto.
- Revolution in Danger – Writings from Russia 1919–20 (1997) Translator: Ian Birchall; London: Redwords.
- The Ideas of Victor Serge: A Life as a Work of Art (1997), Edited by Susan Weissman, London: Merlin Press.
- Witness to the German Revolution (2000) Translator: Ian Birchall; London: Redwords.
- Collected Writings on Literature and Revolution (2004) Translator and editor: Al Richardson; London: Francis Boutle.

### Non-ficțiune: pamflet
- Kronstadt '21 (1975) Translator: not named; London: Solidarity.

Surse: British Library Catalogue și Catalog of the Library of Congress.